# Ліваро (сир)
Ліваро — один з найвідоміших і древніх сирів, які роблять в Нормандії; він відомий з XIII століття. В кінці XIX століття ліваро був найпоширенішим сиром у цьому районі — Ліваро. Його навіть називали «м'ясом бідняків».
Сир виробляється з коров'ячого молока; сезон виготовлення — від весни до осені. Цікавою особливістю цього сиру є те, що його п'ять разів обмотують морським очеретом, який спеціально вирощують для цього. У результаті сир не осідає під час дозрівання. П'ять смуг відповідають у Франції званню полковника (як в Україні три зірочки), тому в народі ліваро звуть «полковником». У наші дні справжній ліваро знайти досить важко. При його виготовленні промисловим способом стрічки з морського очерету не потрібні, тому їх заміняють звичайними смужками із зеленого паперу.
На цьому оригінальність ліваро не закінчується. Під час дозрівання його фарбують в червонувато-помаранчевий колір спеціальним натуральним барвником, який отримують з рослини року, що росте в Південній Америці. Виходить дуже красивий теплий коричневий колір з блискучою гладкою скоринкою, завдяки якому ліваро відразу впізнається серед безлічі сирів.
М'якоть ліваро має насичений золотистий колір. Її гострота і пахучість залежить від терміну дозрівання (чим більше — тим сильніше). Любителі воліють витриманий і пахучий ліваро. Він м'який на дотик, але його м'якоть не повинна розтікатися.
Сир набув статусу контрольованого за місцем походження (AOC) в 1975 році. Ліваро виробляють лише в районі місцевості Пеї д'Ож (Pays d'Auge). Багато любителів сиру вважають, що саме там роблять також найкращий камамбер.